# Parantechinus
Parantechinus là một chi động vật có vú trong họ Dasyuridae, bộ Dasyuromorphia. Chi này được Tate miêu tả năm 1947. Loài điển hình của chi này là Phascogale apicalis Gray, 1842.

## Các loài
Chi này gồm các loài:
- Parantechinus apicalis (Gray, 1842)
- Parantechinus bilarni (Johnson, 1954)

## Hình ảnh

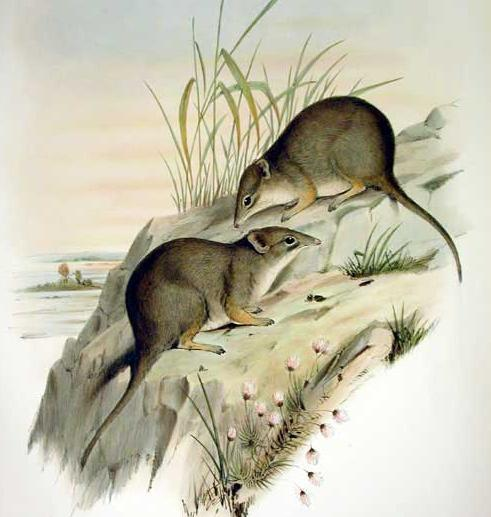
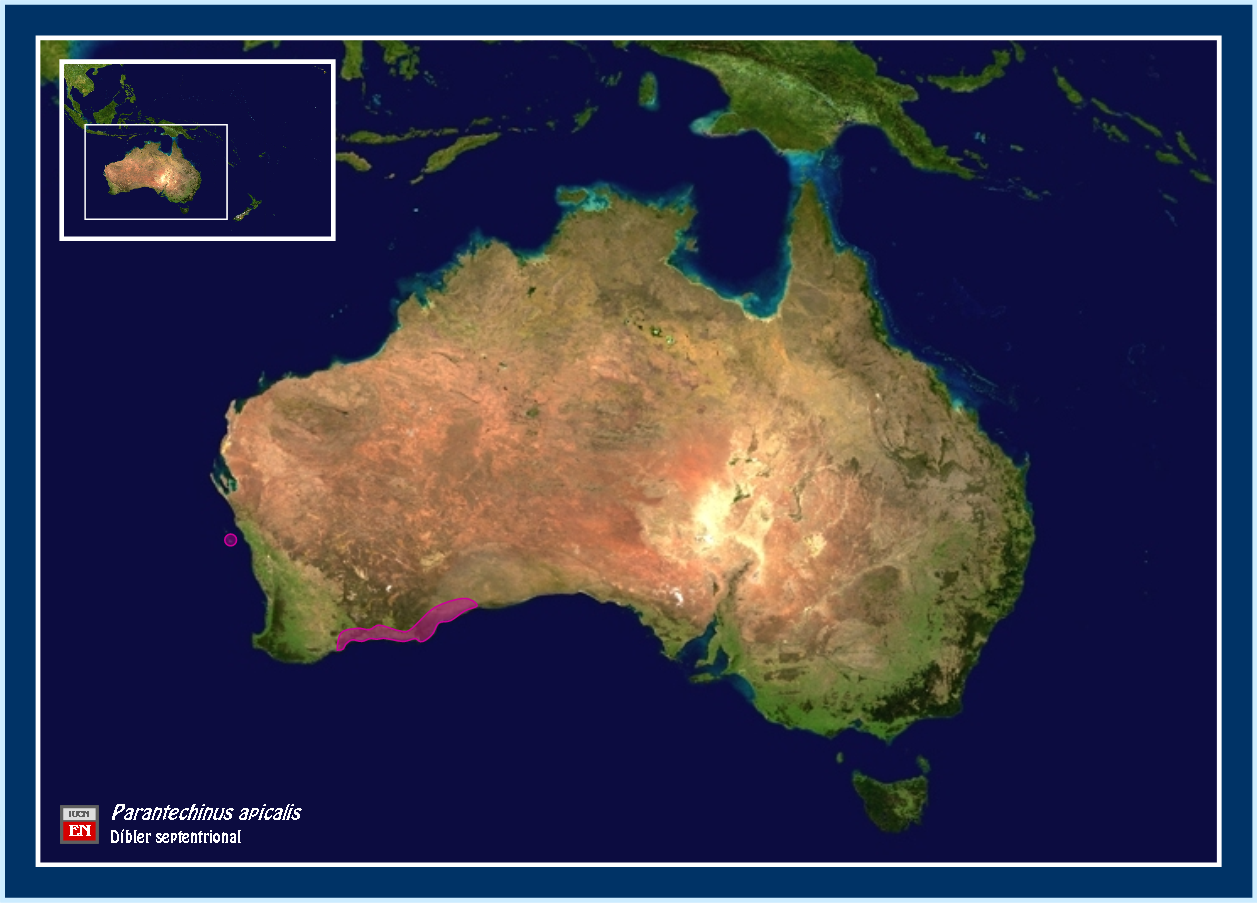